# U.S.C. Colognese
Unione Sportiva Calcio Colognese là một câu lạc bộ bóng đá  Ý đến từ Cologno al Serio, Lombardy. Đội bóng hiện tại thi đấu ở Eccellenza.

## Lịch sử
Câu lạc bộ được thành lập vào năm 1961.
Trong mùa 2011-12, đội đã xuống hạng Eccellenza.

## Màu sắc và huy hiệu
Màu sắc của đội là vàng và xanh lá cây.